# فرنسيس كورنوال شيرمان
فرنسيس كورنوال شيرمان هو سياسي أمريكي، ولد في 18 سبتمبر 1805 في نيوتاون في الولايات المتحدة، وتوفي في 7 نوفمبر 1870 في شيكاغو في الولايات المتحدة. نشط حزبياً في الحزب الديمقراطي. وقد انتخب عمدة شيكاغو ‏.